# هوارة خول (بوئين)
هوارة خول (بالفارسية: هواره خول) هي قرية تقع في إيران في قسم بوئین الريفي. يقدر عدد سكانها بـ 154 نسمة بحسب إحصاء 2016.